# Brixia Tour
Il Brixia Tour era una corsa a tappe maschile di ciclismo su strada che si svolgeva annualmente nella provincia di Brescia, in Italia. La corsa si svolse ininterrottamente dal 2001 al 2011, e dal 2005 al 2011 fu inserita nel calendario dell'UCI Europe Tour come gara di classe 2.1.

## Le maglie
- Maglia Azzurra: leader della classifica generale
- Maglia Rossa: leader della classifica a punti
- Maglia Verde: leader della classifica del Gran Premio della Montagna
- Maglia Gialla: leader della classifica dei traguardi volanti

Il Brixia Tour assegna anche un premio alla miglior squadra.

## Albo d'oro
Aggiornato all'edizione 2011.
| Anno | Vincitore          | Secondo               | Terzo                |
| ---- | ------------------ | --------------------- | -------------------- |
| 2001 | Cadel Evans        | Milan Kadlec          | Raffaele Ferrara     |
| 2002 | Igor Astarloa      | Mirko Celestino       | Gianluca Valoti      |
| 2003 | Martin Derganc     | Francesco Casagrande  | Mirko Celestino      |
| 2004 | Danilo Di Luca     | Paolo Tiralongo       | Massimiliano Gentili |
| 2005 | Emanuele Sella     | Davide Rebellin       | Pedro Arreitunandia  |
| 2006 | Davide Rebellin    | Marco Marzano         | Ruslan Pidhornyj     |
| 2007 | Davide Rebellin    | Santo Anzà            | Matteo Carrara       |
| 2008 | Santo Anzà         | Francesco Masciarelli | Eddy Ratti           |
| 2009 | Giampaolo Caruso   | Domenico Pozzovivo    | Leonardo Bertagnolli |
| 2010 | Domenico Pozzovivo | Morris Possoni        | Daniel Martin        |
| 2011 | Fortunato Baliani  | Domenico Pozzovivo    | Diego Ulissi         |